# Vệ Kính công
Vệ Kính công (chữ Hán: 衞敬公; trị vì 450 TCN-432 TCN), tên thật là Cơ Phất (姬弗) là vị vua thứ 34 của nước Vệ – chư hầu nhà Chu trong lịch sử Trung Quốc.
Cơ Phất là con của Vệ Điệu công, vua thứ 33 nước Vệ. Năm 451 TCN, Điệu công chết, Cơ Phí nối ngôi, tức là Vệ Kính công.
Sử sách không ghi rõ những hành trạng của ông trong thời gian ở ngôi.
Năm 432 TCN, Vệ Kính công mất, con ông là Cơ Củ lên nối ngôi, tức Vệ Chiêu công.